# ルイス・アレグザンダー・マウントバッテン
ルイス・アレグザンダー・マウントバッテン（Louis Alexander Mountbatten, 1854年5月24日 - 1921年9月11日）は、イギリスの軍人で貴族。初代ミルフォード＝ヘイヴン侯。ドイツのヘッセン大公家の傍系バッテンベルク家の出身で、ルートヴィヒ・アレクサンダー・フォン・バッテンベルク（Ludwig Alexander von Battenberg）と名乗っていたが、第一次世界大戦時の反ドイツ風潮に鑑みて、英語風の家名マウントバッテンに変更した。

## 生涯
当時オーストリアの軍人だったアレクサンダーと妻ユリア・ハウケの長男として、グラーツで生まれた。父がイタリア独立戦争に従軍し、オーストリア軍が占領した北イタリアに滞在していたため、幼年期は北イタリアと、ヘッセンの父の居城ハイリゲンベルクで育った。母ユリアは子供たちにフランス語を教え、またイギリス人の家庭教師がついていたため、ルイスら兄弟たちは自然にドイツ語・フランス語・英語を解するようになった。
従兄ヘッセン大公世子ルートヴィヒの妃アリスがイギリス王女であったこともあり、自然とイギリスへ渡ることを考え、14歳でイギリス海軍に入隊。イギリス王太子アルバート・エドワード（のちのエドワード7世）夫妻の地中海・黒海クルーズに同行したことから、アルバートと懇意にするようになった。
ルイスは自身の能力を示すために軍事作戦に積極的であり、そして海軍内での出世に熱心だった。1912年には第一海軍卿（制服組の軍人としての最高位）にまでなるが、彼のドイツ貴族としての称号と、イギリス王家とのつながりが軍内では敬遠される傾向にあった。しかも、ドイツ人としての出自すら冷遇の対象となっていたため、1914年にルイスは退役してワイト島に買った自宅ケント・ハウスに引きこもった。
1917年7月14日、ルイスはバッテンベルク家の称号の放棄と、マウントバッテンへの家名変更を表明。3日後の7月17日、ジョージ5世により、ミルフォード＝ヘイヴン侯爵を授爵された。ルイスと妻ヴィクトリア、そして当時既にギリシャ王子アンドレアスと結婚していた長女アリス以外の彼の子供たちは、以後マウントバッテン姓を名乗った。アリスの一人息子で、のちのエディンバラ公フィリップは、ギリシャとデンマークの王位継承権を放棄して英語名を名乗ることになった1947年、母の実家の家名をとりフィリップ・マウントバッテンとした。
第一次世界大戦の間、ルイスは義理の妹たち、ロシア大公妃エリザヴェータとロシア皇后アレクサンドラの2人をボリシェヴィキに殺された。エリザヴェータの遺体は長い旅ののち、1921年1月に生前の彼女の希望通りにエルサレムで埋葬されたが、ルイス夫妻はその場に立ち会った。
戦後の1919年、ルイス一家は財政的事情の悪化から、ケント・ハウスを手放さなければならなかった。彼は海軍時代の勲章を売った。ロシアに投資した財産はボリシェヴィキ政府により無効とされ、ドイツにあった資産もドイツ・マルクの驚異的なインフレーションで価値が全くなくなってしまった。1920年には、父アレクサンダーから相続していたハイリゲンベルク城も売却した。1921年、ルイスはインフルエンザにより死去した。

## 家族
ヴィクトリア女王の紹介により、ヘッセン大公女ヴィクトリア・アルベルタと1884年4月に結婚した。彼女は従兄ルートヴィヒ4世大公とアリスの長女で、幼い頃から互いを知る間柄だった。ヴィクトリアとの間には4子をもうけた。
- アリス（1885年 - 1969年） - ギリシャ王子アンドレアス妃
- ルイーズ（1889年 - 1965年） - スウェーデン王グスタフ6世アドルフ妃
- ジョージ（1892年 - 1938年） - 第2代ミルフォード＝ヘイヴン侯
- ルイス（1900年 - 1979年） - 初代マウントバッテン・オブ・ビルマ子爵、初代マウントバッテン・オブ・ビルマ伯爵。

| イギリスの爵位 | イギリスの爵位                       | イギリスの爵位                  |
| -------------- | ------------------------------------ | ------------------------------- |
| 先代 -         | ミルフォード・ヘイブン侯爵 1917–1921 | 次代 ジョージ・マウントバッテン |